# 科薩人
科薩人（AmaXhosa）是南非一個說班圖語族科薩语的族群，人口約8,104,752人，主要分佈在東開普省，是恩古尼人的一支。他們分成幾個相關的部落。科薩语也是南非第二大語言。

## 語言

### 語言
科薩人主要使用的語言科薩語，雖然他們稱自己的語言為“isiXhosa”，但它在英語中通常被稱為“Xhosa”，書寫上則使用拉丁字母的系統，科薩語是南非共和國的官方語言之一，全國大約有18%的人口使用科薩語，屬尼日-剛果語系班圖語族，有豐富的搭嘴音，總共使用人口大約790萬人。另外科薩人與祖魯人可以一定程度的互相溝通，特別是在城市地區祖魯語的使用頻率更高。許多科薩人，特別是生活在城市地區的人，也會說祖魯語、南非荷蘭語和或英語。

## 地理環境
東開普省氣候由西向東越來越濕潤，除了最南端是溫帶雨林氣候，整個西部都是屬於半乾燥的氣候型態，冬、夏季雨水都很稀少，冬季寒冷，夏季炎熱，越向東降雨逐漸增多，濕度增加，氣候轉變成亞熱帶海岸大多屬於岩岸，海岸線崎嶇，東部有一條向南延伸的海岸線，通向南印度洋，該省的地形多山、多丘陵且陡峭，山區偶爾降雪，全省的最高點在班麥克杜伊山，為3001公尺。地景上變化非常多樣，除了東西部沙漠和水份充沛的綠洲的強烈對比外，還有長達800公里的海岸線和壯麗的海灘。

## 历史
他們是從東非大湖區南下的班圖語族恩古尼人的分支，驅逐並吸收了南非一部分的科伊桑人，他們在17世紀時到達南非並在東部各地建立定居地。科薩人在18世紀初於東索梅塞特與白人接觸，在18世紀末開始與波耳人和後來的英國人持續衝突，進行了長達110年的戰爭。英國在19世紀末把他們打敗，結束了南非黑人的獨立。

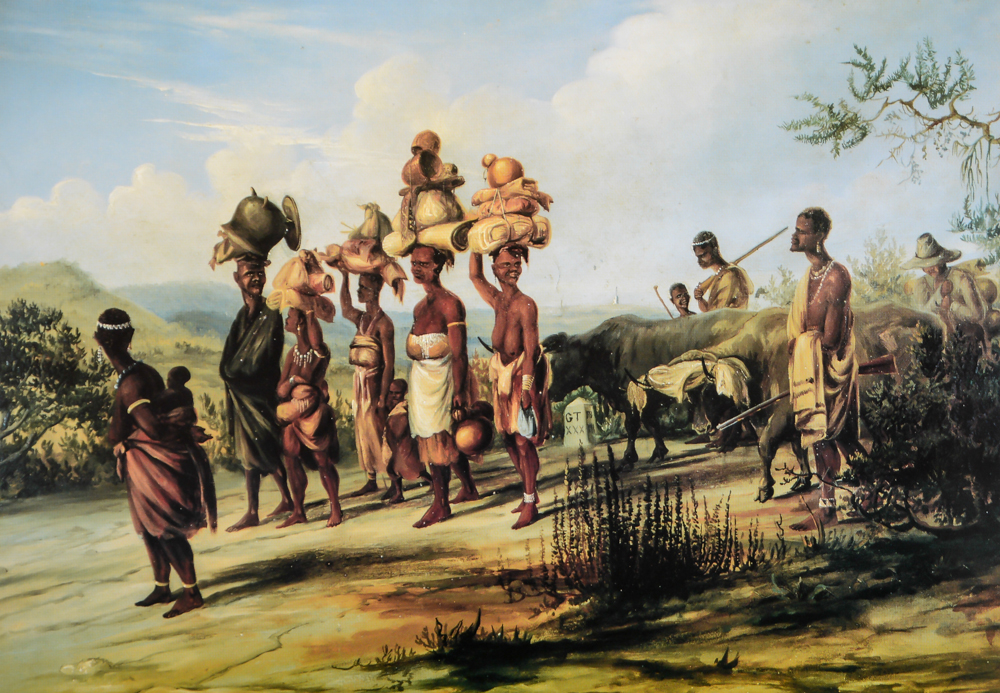
科薩人, 1848

## 社會與家庭婚姻

### 科薩人的傳統政治
柯薩人為父系氏族，每個氏族由眾多群體組成，每個群體有各自首領，首領根據血緣獲取氏族內的地位。
全部落的事務由一些小氏族和家系群的領袖組成的議事會輔佐、管理，而科薩女性不得參與政治。
科薩社會土地公有，按需求分配，物品共享。

### 科薩人的成年儀式
科薩人重視從祖先繼承的傳統習俗。科薩文化中的每個人在自己的社會中都有專屬於自己的社會位置。從出生開始，一位科薩人經歷不同的社會儀式，這些儀式使個人認識到自我的成長也從中替自我尋找了專屬於自己的社會角色。每個階段都有一個特定的儀式，旨在將個人介紹給他們的同伴以及他們的祖先。從「imbeleko」開始，這是為了向離開世界的祖先介紹一個新生兒，從inkwenkwe（一個男孩）到indoda（一個男人）的儀式。今天這些儀式和儀式仍然存在，但許多都市化的科薩人並沒有嚴格遵守這些儀式和習俗。 「ulwaluko」和「intonjane」，這些儀式是為了從兒童到成年的過渡而舉辦的，即所謂的成年儀式。祖魯斯（Zulus）曾經執行過這種儀式，但是由於1810年代的戰爭，沙卡國王阻止了它。 2009年，King Goodwill Zwelithini Zulu再度引入了這個儀式，不是作為過去習俗的功能，而是作為遏制愛滋病毒感染的醫療行為。這個話題引起了科薩和祖魯斯之間的爭論和爭鬥，因為彼此都有實踐或放棄一些習俗，所以雙方都認為自己優於另一方。
所有儀式都像徵著一個人的發展。在每次儀式進行之前，每個人都會花時間與當地長老一起為下一階段做準備。長老的教導不是用書寫的方式，而是通過口頭傳統代代相傳。例如：iziduko（氏族）對科薩身份最重要（甚至超過名字和姓氏）通過口頭傳統從一個轉移到另一個。知道你的isiduko對科薩人至關重要，如果一個人不認識一個人的家族，那就被認為是一種恥辱，或是被認為是uburhanuka（缺乏認同感）。當兩個陌生人第一次見面時，交換的第一個訊息是彼此的isiduko。兩個姓氏相同但族不同的人被認為是完全陌生的人，但是來自同一個氏族但姓氏不同的兩個人被視為近親。這形成了ubuntu（仁慈）的根源，這個詞的含義就是：在需要時向一個完全陌生的人伸出援助之手。 Ubuntu不僅僅是互相幫助，甚至可以延伸到在照顧鄰居的孩子，在鄰居的孩子做錯事時教育他。因此，當地有著「撫養孩子需要一個村莊的」（it takes a village to raise a child）的俗諺。
目前仍然經常實行的傳統儀式是男性儀式，這是一種標誌著從童年過渡到成年的秘密儀式。割禮儀式後，施行者需與社會隔離生活長達數週，通常隔離在山區。在割禮的癒合過程中，施行者在身體上塗抹白泥，並遵守許多禁忌。
在現代，這種做法引起了爭議。自1994年以來，有超過825起因為割禮儀式而死亡的案例，以及包括愛滋病毒等性病感染的傳播案例，起因是因為通過使用相同刀片進行割禮儀式。2007年3月，南非廣播公司（South African Broadcasting Corporation）推出了一系列有爭議的影像紀錄，涉及科薩的割禮和啟蒙儀式。這個系列名為「Umthunzi Wentaba」，該系列播出後，傳統領導人抱怨這些秘密儀式是不向對非同族群和女性公開的。 2014年1月，在網站ulwaluko.co.za，由荷蘭醫生發佈了一系列受傷的陰莖照片，這個舉動引發了東開普省傳統領導人的憤怒。南非電影和出版委員會裁定該網站“具有很高的教育價值”，這個裁定解決了當地社會認為這個網站的成立是個“需要緊急干預的社會問題”。
女孩開始成為女性（Intonjane）也有需要實行的秘密儀式，但與男性成年禮相比時間較短。且女性不需要接受割禮。
其他儀式包括在分娩後十天內將母親隔離，以及在村莊附近埋葬產後和臍帶。這反映在傳統的問候「Inkaba yakho iphi ?」，字面意思是「你的肚臍在哪裡？」。這句話的後續含義不只告訴某人你住在哪裡，還隱藏了「你的家族關係是什麼？你的社會地位是什麼？」等等豐富的文化信息。最重要的是，這句話的回答直接決定了你的歸屬所在。

### 科薩人的喪葬儀式
埋葬習俗包括一系列特定儀式，為了表示死者是有尊嚴的死亡。一旦某家族有成員死亡，整個家庭就會聚集在一起準備所有的喪葬儀式。
為了陪伴死者的靈魂到祖先的土地，當地的男性部落領袖或死者的代理會人進行“umkhapho”（陪伴）儀式。 umkhapho的目的是保持死者和家屬之間的情感連結，以便死者能夠返回現世與後代進行交流。在這種儀式中，一種像山羊的動物被宰殺。這個儀式也可能因為死者是重要人物，而宰殺像牛一樣的大型動物。
失去親人的家庭還會進行的習俗包括清空的家中的主臥室，稱為“indlu enkulu”。清空房間是為了替大家庭成員創造空間，使他們能夠在主房間里哀悼亡者。最重要的家庭成員或是鄰居，通過在地板上放置傳統草墊（ukhukho）或床墊來安排主臥室的座位，使得家庭成員有適當的位置哀悼亡者。
在科薩喪葬文化中，送葬者不需要得到葬禮的邀請。科薩葬禮文化中歡迎所有願意參加葬禮的人。這意味著死者家屬必須準備接待未知數量的哀悼者。傳統上，亡者家屬會提供「inkobe」（煮熟的乾玉米和水）給哀悼者食用。其中，玉米是從家庭食物儲備中提取的，或是由家人和鄰居捐贈給亡者的家庭。在21世紀，提供“inkobe”給送葬者被視為禁忌且羞恥的行為，目前科薩人會將葬禮的工餐委託給葬禮餐飲業代辦。因此當地的葬禮餐飲業在埋葬儀式期間已成為當地行業利潤豐厚的業務。
埋葬遺體的那天，科薩女人會為大家庭準備食物，在大家庭成員到家之前，會舉行“ukuxukuxa”（清潔）儀式，通常會屠殺一隻山羊、綿羊，或是其他家禽。
在埋葬後的第二天進行清潔儀式，家庭中失去親人的婦女前往最近的河流清洗死者在死前使用的所有衣物和毯子。除此之外，仍留在住家的死者衣服將會被清空，家庭成員會剃掉頭髮。剃頭髮表示的是，即使在死後，生命也會繼續湧現。

## 產業與生活

### 經濟生活
科薩人傳統以務農和飼養牛隻為主。

### 飲食
科薩傳統的食物包括牛肉（Inyama yenkomo），羊肉（Inyama yegusha）和山羊肉（Inyama yebhokwe），高粱，牛奶（通常會經過發酵，被稱為 amasi ），南瓜（amathanga），豆類（iimbotyi），蔬菜例如“rhabe” ，蘆薈以及蘑菇。
目前常見的科薩菜餚如下：
Iinkobe，新鮮的玉米粒，煮到熟。可以作為平實的零食食用，通常會加鹽調味。
Isophi，玉米與豆類製成的豆湯。
Umleqwa，用放養的雞肉製成的菜餚。
Umngqusho，一種由白玉米和糖豆製成的菜餚，是科薩人的主食。
FUmqombothi，一種由玉米和高粱製成的酒。
Umbhako，麵包，通常用自製麵團製作。
Umfino，Wild Spinach / Cabbage稱為imifino，菠菜與膳食混合。
Umqa，南瓜和mielie（玉米粉）製成的菜
Umxoxozi，一種在完全成熟前煮熟的南瓜菜餚。
Amaceba，在大量的水中煮熟的切片的未剝皮的南瓜。
Amarhewu，發酵過的酸甜粥。

## 信仰與節日

### 信仰

#### 傳統信仰
科薩人的傳統信仰，與其他所有的南班圖地區一樣，由四個主要元素組成：相信上帝（至上的存在）、尊敬祖先、相信醫術以及對巫術的恐懼。
傳統科薩人信奉祖靈信仰，但也相信關懷他們、在重大危機中保護他們的「造物主」。而祖先則是會監視、照顧子孫的日常生活、他們的稻作和牛隻。祖先也會透過夢境與家人交談。然而，並非每個人都能闡釋這些夢境，因此需要有巫師來作為祖先與活人間溝通的媒介。這些巫師的外表很好辨認，他們穿著特殊的服裝，通常是具有純潔象徵的白色。

#### 基督教
現今，由於早年與歐洲傳教士的接觸，許多南非的科薩人都是基督教徒。然而，他們的宗教信仰也成為基督教和傳統非洲信仰的獨特融合體。

## 藝術與文學
科薩傳統工藝品包括串珠，編織，木製品和陶器。
傳統的樂器包含鼓，搖鈴，哨子，笛子，口琴和弦樂器。科薩人有在各種不同儀式場景中演唱的曲子，最著名的科薩歌曲是一首叫做《Qongqothwane》的結婚樂曲，這首歌曲也由南非女歌手Zenzile Miriam Makeba翻唱為〈Click Song Number 1〉。以諾·桑唐加所作科薩讚美詩《天佑非洲》後來也成為南非國歌的一部份。
現今有數部以科薩語拍攝的電影。例如，《卡雅利沙的卡門》是喬治·比才1875年歌劇《卡門》的現代電影翻版。它完全在科薩拍攝，結合了原始歌劇的音樂和傳統的非洲音樂。

### 科薩珠飾及其象徵
科薩人用玻璃、木頭、金屬、堅果殼、骨頭、種子等製成小型圓形物體──珠子，接著再將製好的珠子用線串連起來。根據記載，葡萄牙人於1930年代藉由貿易引進玻璃珠。而在玻璃珠被引入之前，人們是使用自然界的物質來製造珠子。科薩人仰賴與薩恩人交易或以物易物取得珠子。科薩人會幫助薩恩人，以換取到珠子。薩恩人的珠子是將鴕鳥蛋殼切成小塊，並鑿洞、拋光然後串成一串。製造串珠耗時曠日，因此串珠很稀少、價格高昂、有價值且受歡迎。
科薩的串珠飾品包括ithumbu（精細複雜的項鍊，科薩女人在表演傳統舞蹈時會穿戴）、iqoqo（戴在後背的串珠、流蘇飾品）、vulwakabini（穿在上半身及胸部的串珠上衣）、isidlokolo（用大珠子裝飾的動物皮帽子，巫師、術士在傳統舞蹈或為病人治療時所穿戴）、impempe（帶有項鍊的哨子，哨子象徵少年時代）。
裝飾品在不同文化中，作為社會意義的象徵並用於特定目的。它們被用於確定身份、歷史和地理位置等，並透露年齡、性別和社會階層等個人訊息。隨著科薩人將它們有意義地於社會運作，珠飾創造了科薩人的一種歸屬感和文化認同感。科薩人也相信珠子會在生活與祖先之間建立聯繫，占卜者也會在儀式中使用它們，因此珠飾具有精神意義。
科薩珠飾可以用來確定一個人的年齡、性別、婚姻狀況、社會地位或角色、精神狀態。經常使用的珠子圖案包括樹木、鑽石、方形、V形、三角形、圓形、平行線，不同年齡組會有不同的專屬圖案。儘管珠飾具備一定的文化意義，但珠飾的創造者仍具有掌控自己創造性的權力，可以根據個人偏好來創造珠飾。因此，從珠飾中得出的含意，及珠飾通常代表的意義，不是經過嚴格設定的。
然而，自西方國家殖民統治後，非洲傳統文化與藝術逐漸在全球化的腳步下消失，曾經在科薩人傳統生活中扮重要地位的珠飾，現在已面臨絕跡。因為科薩人改成歸依基督教，而戴珠飾會被認為是異教徒的外在表現。這些傳統珠飾被燒掉、砸掉或扔掉，而在科薩人聚居的鄉村地區中，珠飾工藝也面臨到無人傳承的困境。

### 服裝

#### 男人
傳統上，科薩男人必須扮演獵人、勇者及牧場主人的角色，因此不同種類的動物毛皮在他們的傳統服飾中，佔據相當重要的一部份。他們通常會在肩膀披上用動物皮做的短披風，覆蓋身體前半部。有時候也會用毯子來取代披風。傳統的科薩男人也會穿動物皮所製成的涼鞋。

#### 女人
傳統裡，科薩女人的服裝及首飾能表現出她們的生命階段。剛結婚的女孩、已經生下第一個小孩的女生，都會戴不同的特定頭飾。她們的頭飾是五顏六色的編織頭巾。女人的服飾包含明亮色系（如橘色、綠色、紅色、白色）的連身裙。科薩人著名的美麗串珠工藝也被廣泛運用於女人服飾中，除了裙子上通常會鑲有珠子之外，她們會戴長長的串珠項鍊，衣服的領口有多種色彩的珠子裝飾，也有串珠臂飾和手鍊。

## 現況

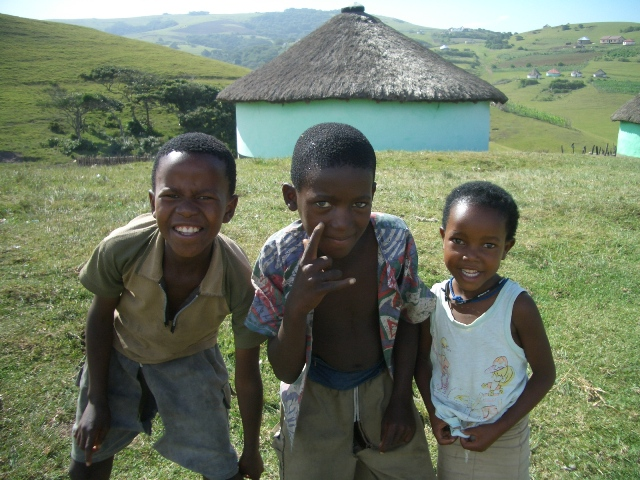
科薩小孩和科薩人傳統住屋

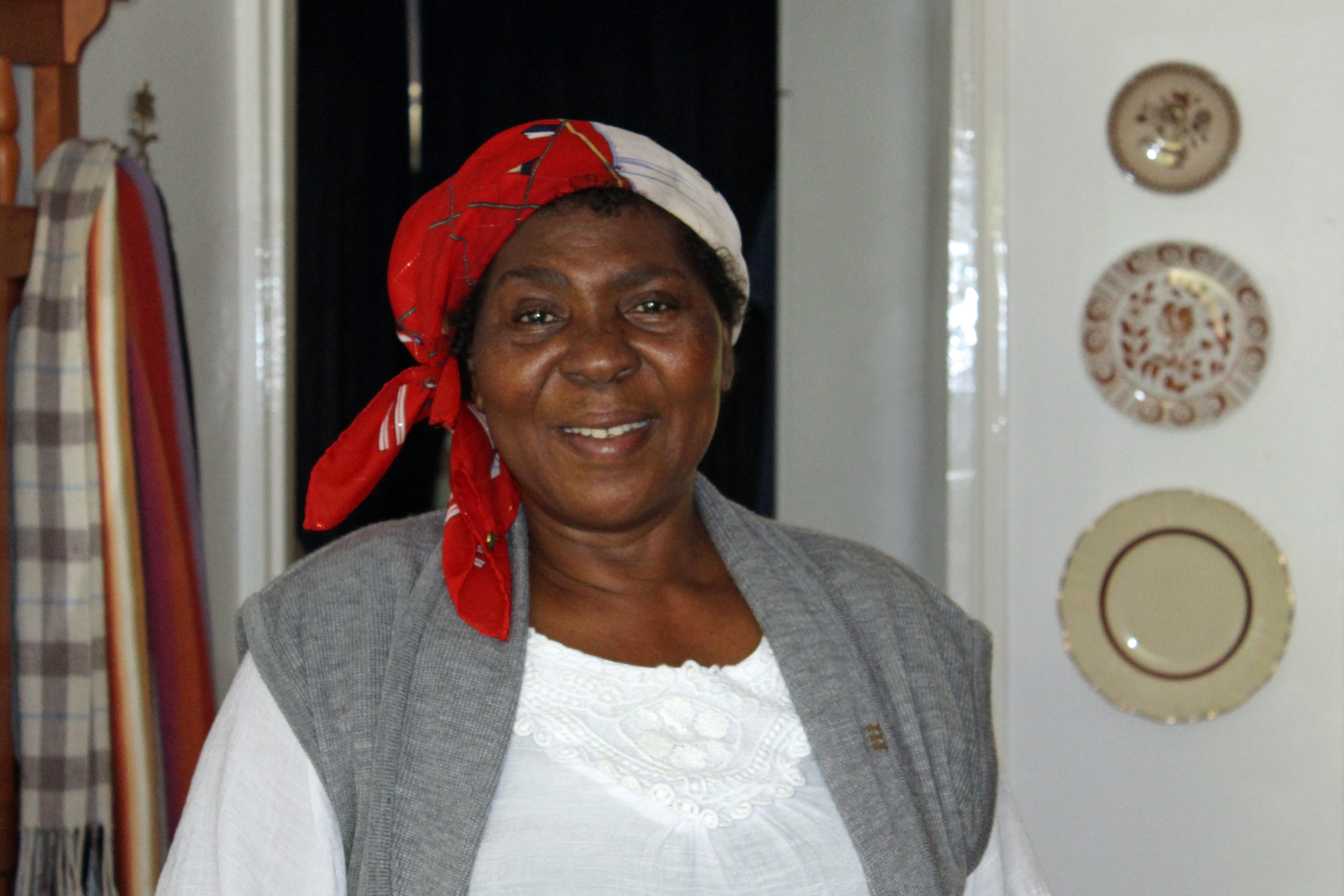
住在西開普敦的科薩女性

科薩人現今約佔南非人口的18%，是南非的第二大民族，僅次於祖魯人。
在種族隔離制度下，成人識字率曾低至30％。1996年的研究估計，以科薩語作為第一語言者的識字率約50％，但之後隨著語言教育的推廣有隨時間改善的趨勢。當地國中小教育已開始採用科薩語教學，然而大學仍以英語授課為主。然而，亦有一些南非大學致力於推廣科薩的文化及科薩語的使用。例如南非的百年老校羅德斯大學，為母語者及非母語者都提供了科薩語的教學。而在2017年，就讀該校的博士生Hleze Kunju也發表了第一篇用「科薩語」書寫的博士論文，突破了英文霸權的學術研究領域，對非洲人民與科薩人來說意義重大。
但在偏鄉地區的科薩人，仍承受著種族隔離制度所帶來的負面影響。種族隔離期間，科薩男性只能在採礦業擔任低收入的民工，多年之下，居住在東開普省的科薩人普遍貧困，是南非最貧窮的省分之一。當地的科薩人受基礎建設不足、人口密度高及缺乏教育機會的問題所苦，而且失業率很高、平均每人的農業生產量相當低。種族隔離政策取消後，人民的移動更加自由，科薩人遷移到豪登省和開普敦的情形也越來越普遍。

### 著名人士
納爾遜·曼德拉，著名政治家，曾任第一任南非總統。
塔博·姆貝基，著名政治家，曾任第一任南非副總統、第二任南非總統。
德斯蒙德·杜圖，長期致力於人權運動的神學家，獲1984年諾貝爾和平獎。